# 上月良祐
上月 良祐（こうづき りょうすけ、1962年12月26日 - ）は、日本の政治家。自由民主党所属の参議院議員（3期）、自由民主党農林部会長。
経済産業副大臣兼内閣府副大臣、農林水産大臣政務官、茨城県副知事を歴任。

## 経歴

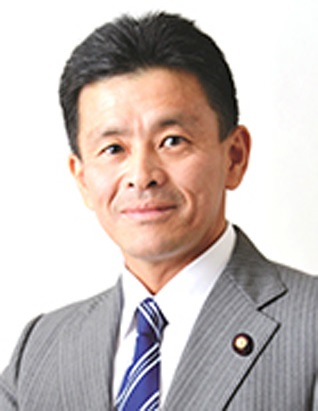
農林水産大臣政務官就任時に公表された肖像

兵庫県神戸市出身。灘中学校・高等学校、東京大学法学部卒業。1987年、自治省入省。1991年7月、財政局交付税課主査に就任。1992年4月、鹿児島県 学事文書課長に就任。1998年、内閣官房中央省庁等改革推進本部事務局参事官補佐に就任。2002年7月、総理官邸 内閣官房副長官秘書官に就任。
2005年4月、茨城県総務部長に就任。2010年1月、同副知事に就任。
2012年、総務省大臣官房付を退職。
2013年7月、第23回参議院議員通常選挙に茨城県選挙区から自民党公認で立候補し初当選した
2017年8月、第3次安倍第3次改造内閣にて農林水産大臣政務官に就任。
2019年7月、再選。同年10月1日、平成研究会（竹下派）に入会。
2023年12月14日、自民党5派閥の政治資金パーティーをめぐる裏金問題で、岸田文雄首相は清和政策研究会（安倍派）の閣僚4人と副大臣5人を事実上更迭。上月は酒井庸行の後任として、経済産業副大臣兼内閣府副大臣に就任した。
2024年7月25日、翌年7月の第27回参議院議員通常選挙の茨城県選挙区公認候補として擁立することが自民党から発表された。
同年9月12日、自民党総裁選挙が告示され、旧茂木派からは会長の茂木敏充と加藤勝信の2人が立候補した。石破茂、高市早苗、小泉進次郎の3人が競り合う構図が固まった終盤、麻生太郎は9月25日に茂木と「反石破」での連携を確認し、茂木派議員の一部も取り込んだ。9月27日総裁選執行。高市が得票数1位で決選投票へ進むも、岸田文雄首相の後押しを受けた石破に敗れた。上月は1回目の投票では小泉に投じ、決選投票では茂木の意向に従わず、石破に投じた。
同年11月15日、自由民主党農林部会長に就任。
2025年7月20日の第27回参議院議員通常選挙の投開票の結果、3選。

## 政策・主張

### 消費税増税
2019年10月に予定されている消費税の10%への引き上げに賛成。
- 2019年の参院選に伴う毎日新聞の候補者アンケートにおいて、「法律に従い、引き上げるべきだ」と回答している[16]。
- 引き上げに賛成の理由として、少子化対策や社会保障に対する安定財源を確保することを挙げている[17]。

### 受動喫煙問題
受動喫煙防止を目的に飲食店などの建物内を原則禁煙とする健康増進法改正に反対。
- 2017年2月15日の厚生労働部会において、「吸いたいには人は吸える環境を整えることが重要であり、分煙を強化すべきだ」「全面禁煙にしても、サービス業の収益は下がらないという研究報告があるとのことだが、葉たばこ農家やたばこ販売業は明らかに収益減るのだから、現実を見据えてほしい」と主張した[18]。
- 2017年3月7日の自民党たばこ議員連盟の臨時総会において、「タバコは地元の茨城では大事な産業。大切な農産物だ」と主張した[19]。また、飲食店の従業員や、得意先との商談や接待で飲食店を利用する会社員が望まない受動喫煙をさせられるという意見についても「こじつけにすぎない」と主張した[20]。

### その他
- 選択的夫婦別姓導入への賛否について「賛成」としている[21]。
- 憲法改正に賛成し、自衛隊の役割や限界を明記するべきと回答[22]。
- 総理や閣僚の靖国神社参拝は問題ない[22]。
- 村山談話・河野談話を見直すべきでないと回答[22]。
- 軽減税率の導入に反対[22]。
- 原発は当面必要だが将来的に廃止すべきと回答している。海外への輸出には全面的に賛成[22]。

## 所属団体・議員連盟
- 自民党たばこ議員連盟[23][24]
- 日本会議国会議員懇談会[25]
- 神道政治連盟国会議員懇談会[25]

## 支援団体
- 全国たばこ販売政治連盟（組織推薦候補者）[23]
- 神道政治連盟[26]

## 選挙歴
| 当落 | 選挙                     | 執行日         | 年齢 | 選挙区       | 政党       | 得票数     | 得票率 | 定数 | 得票順位 /候補者数 | 政党内比例順位 /政党当選者数 |
| ---- | ------------------------ | -------------- | ---- | ------------ | ---------- | ---------- | ------ | ---- | ------------------ | ---------------------------- |
| 当   | 第23回参議院議員通常選挙 | 2013年07月21日 | 50   | 茨城県選挙区 | 自由民主党 | 56万642票  | 48.43% | 2    | 1/6                | /                            |
| 当   | 第25回参議院議員通常選挙 | 2019年07月21日 | 56   | 茨城県選挙区 | 自由民主党 | 50万7260票 | 47.92% | 2    | 1/5                | /                            |
| 当   | 第27回参議院議員通常選挙 | 2025年07月20日 | 62   | 茨城県選挙区 | 自由民主党 | 41万7601票 | 33.55% | 2    | 1/8                | /                            |